# Sporisorium clandestinum
Sporisorium clandestinum är en svampart som beskrevs av R.G. Shivas, Vánky & Athip. 2006. Sporisorium clandestinum ingår i släktet Sporisorium och familjen Ustilaginaceae.   Inga underarter finns listade i Catalogue of Life.